# Bohdan Blyznjuk
Bohdan Olehovyč Blyznjuk (in ucraino Богдан Олегович Близнюк?; Luc'k, 31 marzo 1995) è un cestista ucraino.

## Carriera
Con l'Ucraina ha disputato i Campionati europei del 2022.

## Palmarès
- Campionato ucraino: 1

Budivelnyk Kiev: 2022-23